# Theobald II av Lothringen
Theobald II av Lothringen, född 1263, död 1312, var regerande hertig av Lothringen från 1303 till 1312.